# Agricoltura dell'antico Egitto

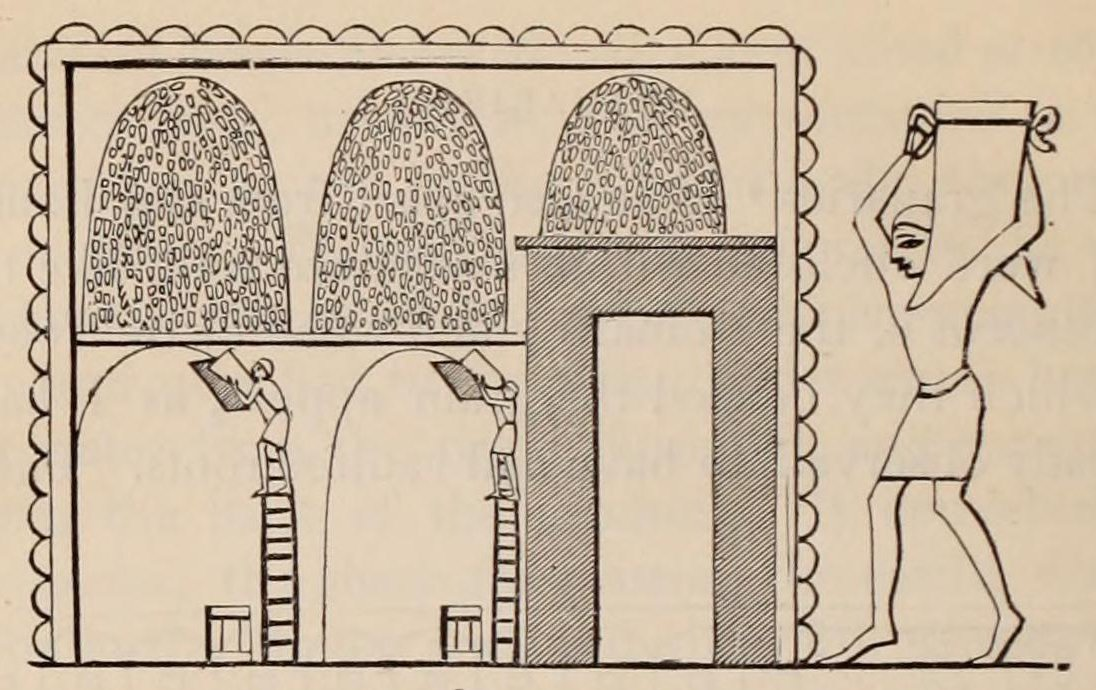
Riproduzione della rappresentazione di un antico granaio egizio a Tebe

La nascita e sviluppo dell'agricoltura dell'antico Egitto, così come la civiltà egizia in generale, era in debito con il fiume Nilo e le sue affidabili inondazioni stagionali. La prevedibilità del fiume e il terreno fertile permisero agli egiziani costruire un impero sulla base di una grande ricchezza agricola. Gli egiziani sono considerati uno dei primi gruppi di persone a praticare l'agricoltura su larga scala. Ciò è stato possibile grazie all'ingegnosità degli egiziani che svilupparono l'irrigazione del bacino del fiume Nilo. Le loro pratiche agricole hanno permesso loro di coltivare colture alimentari di base, in particolare cereali come grano e orzo, e colture industriali, come lino e papiro.

## Sistemi agricoli

### Il Nilo e la semina dei campi
La civiltà dell'antico Egitto si sviluppò nel clima arido dell'Africa settentrionale. Questa regione è caratterizzata dai deserti arabi e libici, e dal fiume Nilo. Il Nilo è il fiume più lungo del mondo, scorre verso nord dal Lago Vittoria e sfocia infine nel Mar Mediterraneo. Il Nilo ha due affluenti principali: il Nilo Azzurro che ha origine in Etiopia e il Nilo Bianco che sgorga dall'Uganda. Mentre il Nilo Bianco è considerato più lungo e più facile da attraversare, il Nilo Azzurro trasporta in realtà circa i due terzi del volume d'acqua del fiume. I nomi degli affluenti derivano dal colore dell'acqua che trasportano. Gli affluenti si riuniscono a Khartum e si ramificano nuovamente quando raggiunge l'Egitto, formando il delta del Nilo.
Gli egiziani sfruttarono il modello di inondazione ciclica naturale del Nilo. Poiché questa inondazione avviene in modo abbastanza prevedibile, gli egiziani furono in grado di sviluppare le loro pratiche agricole attorno ad essa. I livelli dell'acqua del fiume aumentano in agosto e settembre, lasciando la pianura alluvionale e il delta sommersi da 1,5 metri d'acqua al culmine dell'inondazione. Quando le acque si sono ritirate in ottobre, agli agricoltori è stato lasciato un terreno fertile e ben irrigato in cui piantare i loro raccolti. Il terreno lasciato dalle inondazioni è noto come limo ed è portato dagli altopiani etiopici dal Nilo. La semina avveniva in ottobre, una volta terminate le inondazioni, e le colture venivano lasciate crescere con la minima cura fino alla maturazione tra i mesi di marzo e maggio. Sebbene l'inondazione del Nilo sia molto più prevedibile e calma di altri fiumi, come il Tigri e l'Eufrate, non è sempre perfetta. Nell'antico Egitto, le alte acque alluvionali erano distruttive e potevano distruggere i canali creati per l'irrigazione. La mancanza di inondazioni, invece, creava un problema potenzialmente, ossia la carestia.

### Sistemi di irrigazione
Per sfruttare al meglio le acque del fiume Nilo, gli egizi svilupparono sistemi di irrigazione che permisero di utilizzare le acque del Nilo per una varietà di scopi. In particolare, l'irrigazione concesse loro un maggiore controllo sulle loro pratiche agricole. Le acque alluvionali erano deviate lontano da alcune particolari aree, come città e giardini, per impedirne l'allagamento. L'irrigazione era utilizzata anche per fornire acqua potabile. Nonostante il fatto che l'irrigazione fosse fondamentale, non esistevano regolamenti per l'intero paese sul controllo dell'acqua. Piuttosto, l'irrigazione era responsabilità degli agricoltori locali. Tuttavia, il riferimento più antico e famoso all'irrigazione nell'archeologia egiziana è stato trovato sulla testa di mazza del re Scorpione, che è stata datata approssimativamente al 3100 a.C. La testa di mazza raffigura il re che taglia un fossato che fa parte di una griglia di irrigazione del bacino. L'associazione del re di alto rango con l'irrigazione sottolinea l'importanza dell'irrigazione e dell'agricoltura per società egizia.

#### Irrigazione del bacino
Gli egiziani svilupparono e utilizzarono una forma di gestione dell'acqua nota come irrigazione del bacino. Questa pratica ha permesso loro di controllare l'ascesa e la caduta del fiume per soddisfare al meglio le loro esigenze agricole. Una rete incrociata di muri di terra era preparata in un campo di colture che sarebbe poi stato inondato dal fiume. Quando arrivavano le inondazioni, l'acqua rimaneva intrappolata nei bacini formati dalle mura. Questa griglia tratteneva l'acqua più a lungo di quanto sarebbe rimasta naturalmente, consentendo alla terra di saturarsi completamente per la successiva semina. Una volta che il terreno era stato completamente irrigato, l'acqua rimasta nel bacino sarebbe stata semplicemente drenata in un altro bacino che aveva bisogno di più acqua.

### Orticoltura
Oltre alla piantumazione dei campi nelle pianure alluvionali, gli Egizi si dedicavano anche a frutteti e giardini. Questa orticoltura generalmente si svolgeva più lontano dalla pianura alluvionale del Nilo e, di conseguenza, richiedeva molto più lavoro. L'irrigazione perenne richiesta dai giardini costringeva i coltivatori a trasportare manualmente l'acqua da un pozzo o dal Nilo per innaffiare le colture. Inoltre, mentre il Nilo portava il limo che fertilizzava naturalmente la valle, i giardini dovevano essere fertilizzati con letame di piccione. Questi giardini e frutteti erano generalmente utilizzati per coltivare ortaggi, viti e alberi da frutto.

## Colture

### Colture alimentari

Modello con scena di panificazione. Da Assiut, tra il 1939 e il 1875 a.C., Medio Regno. Museo Egizio, Torino.

Modello di granaio del Primo periodo intermedio dell'Egitto, conservato al Museo Egizio di Torino

Gli Egizi coltivavano una varietà di colture per il consumo, inclusi cereali, verdure e frutta. La loro dieta ruotava attorno a diverse colture di base, in particolare cereali e orzo. Tra gli altri principali cereali coltivati vi era il piccolo farro e il farro medio, coltivati per fare il pane. Altri prodotti basilari per la maggior parte della popolazione includevano fagioli, lenticchie e più tardi ceci e fave. Venivano coltivate colture-radici, come cipolle, aglio e ravanelli, insieme a colture-insalata, come lattuga e prezzemolo.
I frutti erano un motivo comune delle opere d'arte egiziane, suggerendo che la loro crescita era anche uno dei principali obiettivi degli sforzi agricoli man mano che la tecnologia agricola della civiltà si sviluppava. A differenza dei cereali e dei legumi, la frutta richiedeva tecniche agricole più impegnative e complesse, compreso l'uso di sistemi di irrigazione, clonazione, propagazione e addestramento. Mentre i primi frutti coltivati dagli egiziani erano probabilmente indigeni, come la palma da dattero e il sorgo, furono introdotti più frutti man mano che si alargavano le influenze di altre culture. Uva e cocomero sono stati trovati in tutti i siti egiziani predinastici, così come il fico di sicomoro, la palma dom e la marruca. Il carrubo, l'olivo, il melo e il melograno furono introdotti agli Egizi durante il Nuovo Regno. Successivamente, durante il periodo greco-romano furono introdotte anche pesche e pere.

### Colture industriali e da fibra
Gli Egizi si affidavano all'agricoltura e dunque alle colture anche per la medicina, come parte delle loro pratiche religiose e nella produzione di vestiti. Le erbe avevano forse gli scopi più svariati; venivano usate in cucina, in medicina, come cosmetici e nel processo di imbalsamazione. Nelle tombe sono state trovate oltre duemila specie diverse di piante da fiore o aromatiche. Il papiro era una coltura estremamente versatile che cresceva spontaneamente e veniva anche coltivata. Le radici della pianta venivano mangiate come cibo, ma era principalmente usata come coltura industriale. Il fusto della pianta veniva usato per fare barche, stuoie e fogli per scrivere. Il lino era un'altra importante coltura industriale che aveva diversi usi. Il suo uso primario era nella produzione di corde e del lino che era il materiale principale degli Egizi per realizzare i loro vestiti. L'henné veniva coltivato per la produzione di coloranti.

### Viticoltura
La viticoltura ha una lunga storia in Egitto, risalente al 3000 a.C. circa. Le prime uve furono introdotte dal Levante e venivano coltivate nel Delta del Nilo. Il vino era un bene importante nell'antico Egitto e veniva utilizzato sia nelle cerimonie religiose che nella vita quotidiana. La produzione vinicola diminuì dopo la conquista musulmana dell'Egitto nel VII secolo.
La viticoltura riprese in Egitto nel XIX secolo grazie a imprenditori stranieri. L'industria vinicola egiziana crebbe all'inizio del XX secolo, ma subì un declino dopo la rivoluzione del 1952. Negli ultimi anni c'è stata una rinascita della viticoltura egiziana, con l'emergere di piccoli produttori artigianali che producono vini di alta qualità.